# Hideki Kamiya
Hideki Kamiya (jap. 神谷 英樹, Kamiya Hideki; * 19. Dezember 1970 in Matsumoto) ist ein japanischer Videospieleentwickler und war Mitarbeiter bei Capcom und Clover Studio.
Derzeit arbeitet er für Platinum Games, vorher unter dem Namen Seeds bekannt. Er arbeitete zunächst als Planner am original Resident Evil und war Direktor von Resident Evil 2. Er ist vor allem durch Devil May Cry und Viewtiful Joe bekannt, wo er ebenfalls als Direktor arbeitete. Im Jahr 2006 war Kamiya hauptsächlich verantwortlich für das vielgelobte Spiel Ōkami. Außerdem synchronisierte er Godot in der japanischen Version von  Gyakuten Saiban 3.
Platinum Games gab bekannt, dass Sega drei Spiele von ihnen veröffentlichen wird. Dazu gehört auch das Spiel Bayonetta von Kamiya. Es wird beschrieben als „stylish action game“ mit „a witch battling angels“.

## Werk
- Resident Evil (1996) – System Planner
- Resident Evil 2 (1998) – Director
- Devil May Cry (2001) – Director
- Viewtiful Joe (2003) – Director
- Viewtiful Joe 2 (2005) – Szenario
- Ōkami (2006) – Director/Szenario
- Bayonetta (2009) – Director
- The Wonderful 101 (2013) – Director
- Bayonetta 2 (2014) – Supervisor
- Astral Chain (2019) – Supervisor